# 牧野裕 (プロゴルファー)
牧野 裕（まきの ひろし、1956年2月17日 - ）は、東京都出身のプロゴルファー。
新昭和所属。

## 来歴
日本大学時代はゴルフ部主将を務め、卒業後の1980年に5度目のテスト挑戦でプロ入りを果たす。
1981年には研修を終えた後に三菱ギャランのマンデートーナメントに出場し、ボーダーラインの44位であり、最後の一枠をプレーオフで争って敗れたが、本番で欠場があって繰り上げ当選で出場が決まる。急遽出場した初日に1イーグル、4バーディー、1ダブルボギーの4アンダー68をマークする健闘で、中村通・泉川ピート・山田博士・藤木三郎・小林富士夫と並んでの首位タイでスタートする衝撃的なデビューを飾った。2日目には呂西鈞（中華民国）・渡辺由己と並んでの4位タイ、3日目には井上幸一・島田幸作・高橋勝成、ベン・アルダ（フィリピン）と並んでの10位タイに着けた。
続く2戦目の東北クラシックでは5アンダー67で2週連続初日首位を立ち、2日目には羽川豊・宮本省三・中嶋常幸・湯原信光・尾崎直道と並んでの4位タイ、3日目には上野忠美・矢部昭・郭吉雄（中華民国）・金本章生と並んでの7位タイと後退するが、最終日には矢部・湯原・中嶋と共にミヤ・アエ（ビルマ）と並んでの3位タイに入って初のツアー十傑入りを果たした。
1983年にポカリスエット白竜湖オープンで藤木三郎・前田新作、グラハム・マーシュ（オーストラリア）とのプレーオフの末にツアー初優勝を果たし、同年から1993年まで11年連続でシード権を獲得。
知性派ツアー・プロとして女性ファンなどに人気があったが、その後は幾度も優勝争いに顔を出すが大事なところでショートゲームやパットのミスに泣き、低迷が続く。
1985年の日本オープンでは2日目に中嶋に1打差迫られ、3日目には青木功に並ばれながらも、しぶといゴルフと堅実なプレーで首位を守り 、最終的には呂良煥（中華民国）や同期の倉本昌弘を抑えて2位に入った。
1986年の日本プロマッチプレーでは2回戦で尾崎将司を4-3で下すが、勝負が決まった15番では、牧野のチップインに万歳をするなど、マッチプレーを苦手とする尾崎はパフォーマンスでは沸かせ「新聞には牧野の不戦勝と書いて」と早々に姿を消した。
1987年には千葉オープンでは中村忠夫・長谷川勝治・中尾豊健・磯崎功・川上典一を抑えて2連覇するが、ツアーではペプシ宇部、ブリヂストンオープン、大京オープンと3試合でプレーオフ負けを喫す。
1989年の日本プロマッチプレーでは同じ日大出身者の藤木・湯原と共に準決勝に進出し、その準決勝では藤木と対戦し日大対決となったが、1学年後輩の牧野が藤木の追い上げを辛うじて交わし、36ホール目で決着をつけた。強い北風が吹いた決勝は尾崎との対戦で、スタートホールで尾崎がティーショットを左に大きく曲げ、牧野の1アップで始まったが、尾崎はすぐに2、3番で連続バーディーを奪って逆転し、4番も取って2アップとした。3アップで迎えた16番パー4では60ヤードの2打目をカップインさせるイーグルで差を広げられると、17、18番も取って前半で6アップと大差をつけられ、後半になって牧野も徐々に巻き返すが余裕のプレーを続ける尾崎の牙城を崩すまでには至らず準優勝に終わった。
1989年のラークカップでは夏場以降のオーバーワークが原因で肩まで広がった背筋痛で、2日目には右肩痛から棄権も考えたが出場し、ラウンド後には腕が上がらない最悪の状態であった。3日目にはマッサージと湿布で痛みをごまかしながらのラウンドであったが、これまでの不調のパットが決まり、須藤聡明と共にこの日のベストスコア66をマークし、前日首位のダグ・ツール（アメリカ）と並んでの2位タイに躍進。最終日には強風で75と崩れ、尾崎直道と並んでの3位タイに終わった。
1989年のアコムダブルスでは中島正裕とペアを組み、3日目には1ラウンド大会新の12バーディーを奪って首位の川俣明&川俣茂兄弟ペアと1打差2位に着け、最終日には秋富由利夫&入江勉ペアと並んでの6位タイに終わった。
1991年最終戦の大京オープンで、3日目に68で回り、7アンダーでバレント・フランクリン（カナダ）と並んで首位に立つ 。アウトを3バーディ、1ボギーで単独首位となり、10番でボギーを叩き崩れかけながらも踏ん張ると、11番からの8ホールをすべてスコアカード通りにまとめる。2位の奥田靖己とフランクリンに1打差付け、これまでにない粘り腰を見せて8年ぶりにツアー2勝目を挙げる。
その後はサンディエゴオープンやロサンゼルスオープンなど、アメリカツアーで実戦を経験する充実したオフを送り、1992年に突入。
開幕3戦目の静岡オープンでは、雨が降る悪コンディションの中で行われた3日目を70にまとめてトータル11アンダーで単独首位に立ち、打差の2位には青木ら4人が続く。最終日は静岡CC浜岡コース名物の強風が吹き荒れるコンディションで、試合は大詰めに向かうにつれ、逃げる牧野を青木が追う、マッチレースの様相を呈していく。13番からは牧野・青木・横山明仁が11アンダーで並んでいたが、16番594ヤードのパー5で、牧野が5mをねじ込んでバーディ。1ストローク抜け出し、横山がボギーを叩いたことで事実上脱落。1打を追う青木との激戦となり、プレッシャーを感じながらも、牧野は粘る。17番でグリーンを左に外して自らピンチを生んでしまったが、2.5mのパーパットを決めてパーセーブ。トータル12アンダーで、青木を1打リードしたまま最終ホールを迎えるが、377ヤード、打ち上げのパー4で18番のティショットを打った瞬間、牧野は肝を冷やす。ドライバーから放たれたボールは大きく左へと飛び出し、林の中へと飛び込んでいった。その先には深い谷が、大きく口を開けて待っていた。ボールが木を直撃した音がしたが、次の瞬間、ボールは右へと大きく跳ね、フェアウエーへと戻ってきた。牧野はこの後の2打目をグリーンの手前まで運び、アプローチを1.2mに寄せる。青木はすでにパーで、外せばプレーオフとなるが、きっちり決めてツアー3勝目をものにした。前日の4番パー5でも、2オンを狙ったショットが右の池に向かって一直線となるが、ボールは池の左端に合った石に当たって左に跳ねたことで九死に一生を得ると、見事パーを拾っている。通算12アンダーで青木を抑えて優勝し、青木を牧野を祝福した。フジサンケイクラシックでは初日から一度も首位を譲らず、最終日には藤木に1打差まで追い上げられたものの、スコアをキープして逃げ切り優勝。最終的には2位の藤木に3打差を付ける完勝で史上19人目の3億円プレーヤー入りを果たし、長年の辛抱が大きく実を結び、10年シードも獲得した。
1992年は2勝し、予選落ちも僅か3試合でランキング9位であったが、1993年には選手会長で同僚の倉本がシーズン序盤からアメリカツアーに挑戦のため国内試合を欠場することが多くなるため、牧野を会長代行に指名。選手会主導のチャリティ活動も盛んになってきていることもあり、そうした面での心労から37試合で優勝はなく、逆に予選落ちが8試合もあった。倉本が帰国してツアー復帰の10月までの8度の予選落ちのうち7回が含まれ、逆に12回のベスト10入りの中で10月以降は4回もあった。ステディなゴルフが身上のため、1993年ツアーでのパーオン率、パーセーブ率、リカバリー率などは前年と大きな差はなかったが、1992年に1.772の3位と好結果を残した平均パット数は1.798の23位に落ちた。
2006年にシニア入りすると、日本シニアオープンでは最終日に68の好スコアをマークして4位タイ、日本プロシニアでも8位タイに入る健闘をみせ、賞金ランク12位でシード権を獲得。
2007年は7試合に出場してファンケルクラシックの10位タイがベスト、賞金ランクは31位であったが、29位のチップ・ベックが出場登録を行わなかったことで、ぎりぎりでシード権を確保。
2008年はシニアツアー全試合に出場してスターツシニア6位、ファンケルクラシック7位タイ、鬼ノ城シニア9位タイとベスト10入りして賞金ランク19位とし、3年連続でシード入りを果たしたほか、マンシングウェアオープン KSBカップを最後にレギュラーツアーから引退。
2010年は最終予選会トップ通過の出場資格で出場したが、4戦目のファンケルクラシック初日に体調不良に見舞われ棄権、以降の出場を断念した。その後は特別保障制度が認められてツアーに復帰し、2011年は“実績が顕著な者で競技管理委員会が承認した者”の資格で出場。
脳動脈瘤のため開頭手術を受け、入院、治療に半年かかり、以後も思うような練習はできず、2012年もシニアツアーは3試合の出場のみに終わる。2013年は4月の精密検査で「もう大丈夫。2年に1回の検査でOK」との結果が出たことで不安は消え去り、5月のマイナビシニア&レディースカップでは1打差の2位で出て6バーディー、3ボギーの69、通算6アンダーで回り、頭部手術から完全復活の逆転優勝を飾った。

## 主な優勝
レギュラー
- 1983年 - ポカリスエット白竜湖オープン
- 1986年 - 千葉オープン
- 1987年 - 千葉オープン
- 1988年 - 千葉オープン
- 1991年 - 大京オープン
- 1992年 - 静岡オープン、フジサンケイクラシック
- 1994年 - 千葉オープン

シニア
- 2013年 - マイナビシニア&レディース
- 2016年 - ヴィクトリアグランドマスターズ

## 出演番組
- 牧野裕のEnjoy Golf（チバテレ）